# Buteshire
Buteshire eller Bute var ett grevskap i västra Skottland, 583 kvadratkilometer stort.
Det omfattar en del öar i Firth of Clyde bland annat huvudön Arran och ön Bute.